# Cratere Workman
Workman è un cratere sulla superficie di Venere. È intitolato a Fanny Bullock-Workman (1859-1925), cartografa, geografa e scrittrice statunitense.